# هارولد هنت (أكاديمي)
هارولد هنت (بالإنجليزية: Harold Hunt)‏ هو أكاديمي أسترالي، ولد في 16 مارس 1903، وتوفي في 11 أبريل 1977.